# Kronfideikommiss
Kronfideikommiss ist in Monarchien das unveräußerliche Vermögen, das zum Unterhalt des fürstlichen Hauses bestimmt ist.
Das Kronfideikommissgut bildet einen Teil der Krondotation.